# 陳獻
陳獻（1368年—？），字景賢，直隸淮安府鹽城縣人民籍，明朝政治人物。進士出身。

## 生平
國子生。應天府丙子鄉試第一百六十一名。建文二年（1400年）庚辰科會試第二十八名，殿試登進士三甲。

## 家族
曾祖父陳萬四、祖父陳得新，父亲陳復一。